# Formica primordialis
Formica primordialis är en myrart som beskrevs av Oswald Heer 1850. Formica primordialis ingår i släktet Formica och familjen myror. Inga underarter finns listade i Catalogue of Life.